# Kuryłówka
Kuryłówka ist eine Ortschaft im Powiat Leżajski der Woiwodschaft Karpatenvorland in Polen. Der Ort ist Sitz der gleichnamigen Gemeinde.

## Geographie
Der Ort liegt an der Mündung der Złota in den San.

## Geschichte
Erstmals schriftlich erwähnt wurde Kuryłówka im Jahr 1515. 1978 führte Aleksandra Gruszczyńska vom Bezirksmuseum in Rzeszów archäologische Forschungen durch, bei denen die Überreste einer Siedlung aus der Römerzeit nachgewiesen wurden.
1807 wurde die deutsche Kolonie Neu Dornbach (heute Teil des Dorfes Kuryłówka Cztery Chałupy) am Hochufer des Złota gegründet. Am 29. Juni 1944 kam es zur Invasion von Kalmücken. Am 7. Mai 1945 fand bei dem Dorf Kuryłówka das Gefecht bei Kuryłówka statt.
Von 1945 bis 1998 gehörte Kuryłówka zur Woiwodschaft Rzeszów.

## Verkehr
- Woiwodschaftsstraße 877

## Söhne und Töchter des Ortes
- Janusz Dolny (1927–2008), Pianist und Musikpädagoge
- Jan Błoński (1949–2020), Sportfunktionär im Rodelsport